# Выборы губернатора Папуа (2018)
Губернаторские выборов в Папуа 2018 года состоялись 27 июня, одновременно с местными выборами. Выборы были проведены с целью избрать губернатора Папуа и его заместителей, в то время как члены Совета народных представителей (индон. Dewan Perwakilan Rakyat Daerah) будут переизбраны в 2019 году. Действующий губернатор Лукас Энембе баллотировался на второй срок против регента Джаявиджая — Джона Вэмпи.

## Сроки
Регистрация для членов партии была открыта в период между 8 и 10 января 2018 года, в то время как независимые кандидаты были обязаны зарегистрироваться в период между 22 и 26 ноября 2017 года, но никто не был зарегистрирован. Кандидатам были присвоены номера избирательных бюллетеней 21 февраля 2018 года. Избирательная кампания продолжалась с 15 февраля по 24 июня с трехдневной предвыборной тишиной до голосования 27 июня.
Генеральная избирательная комиссия планировала опубликовать список избирателей, имеющих право голоса к 22 апреля 2018 года, но сроки были перенесены, ссылаясь на задержки с нескольких регионов. Служащие подсчитали, что количество избирателей на март 2018 года должно было составить 3 125 047 человек.

## Кандидаты
Согласно нормативным требованиям из-за края особый статус автономии, кандидаты должны заручиться поддержкой политических партий на общую сумму 15 процентов голосов избирателей на выборах 2014 или лицами, контролирующими 15 % от 55-местного совета провинции. В соответствии с правилами, обусловленными особым статусом автономии провинции, кандидаты должны заручиться поддержкой политических партий на общую сумму 15 % от общего числа голосов на выборах 2014 года или партий, контролирующих 15 % 55-местного провинциального совета.
| # | Кандидаты                                          | Кандидаты                             | Политические партии |
| - | -------------------------------------------------- | ------------------------------------- | --- |
| 1 | Лукас Энембе Действующий губернатор                | Клемен Тинал Заместитель губернатора  | - Демократическая партия - Партия справедливости и благоденствия - Партия национального пробуждения - Партия национального мандата - Партия единства и развития - Голкар - Партия совести людей - NasDem Общее количество мест: 42 |
| 2 | Джон Вэмпи Член народного представительного Совета | Хабель Сувае Бывший регент Джаявиджая | - Демократическая партия борьбы Индонезии - Движение за великую Индонезию Общее количество мест: 13 |

Пара Лукаса-Клемена (сокращенно Лукмен), после того как заручилась поддержкой большинства политических партий в 2017 году, ряда СМИ и Демократической партии, предположила что победа в выборах будет неоспоримой. Однако, 4 января лидер Демократической партии борьбы — Мегавати Сукарнопутри заявила, что партия будет поддерживать регента Джаявиджая — Джона Вэмпи, с бывшим регентом в качестве его помощника. Пара Джон-Сувае также получили поддержку партии «Движение за великую Индонезию», несмотря на то, что эти две партии являлись оппозицией в Совете народных представителей. Заместитель спикера парламента и вице-председатель Движения за великую Индонезию Фадли Зон отметил, что альянс «отражает стремления местных регионов».